# Iphinoe acutirostris
Iphinoe acutirostris är en kräftdjursart som beskrevs av Michel Ledoyer 1965. Iphinoe acutirostris ingår i släktet Iphinoe och familjen Bodotriidae. Inga underarter finns listade i Catalogue of Life.